# Pulguillas
Pulguillas es un barrio ubicado en el municipio de Coamo en el estado libre asociado de Puerto Rico. En el Censo de 2010 tenía una población de 1205 habitantes y una densidad poblacional de 115,68 personas por km².

## Geografía
Pulguillas se encuentra ubicado en las coordenadas 18°8′57″N 66°19′52″O / 18.14917, -66.33111. Según la Oficina del Censo de los Estados Unidos, Pulguillas tiene una superficie total de 10.42 km², que corresponden a tierra firme. Pulguillas se encuentra en las tierras más altas del pueblo de Coamo.

## Demografía
Según el censo de 2010, había 1205 personas residiendo en Pulguillas. La densidad de población era de 115,68 hab./km². De los 1205 habitantes, Pulguillas estaba compuesto por el 81.08% blancos, el 8.55% eran afroamericanos, el 0.91% eran amerindios, el 6.14% eran de otras razas y el 3.32% pertenecían a dos o más razas. Del total de la población el 99.17% eran hispanos o latinos de cualquier raza.